# Introduction à la peinture hollandaise

La Ronde de nuit par Rembrandt (1642, Rijksmuseum)

Introduction à la peinture hollandaise est un texte de Paul Claudel écrit en 1935.

## Genèse
L’Introduction à la peinture hollandaise (1935) est un texte qui réapparaît dans L’œil écoute (1946). Il a été écrit très tardivement, à la suite de la nomination de l’auteur à l’ambassade de France en Belgique dans les années 1933 où Claudel entame sa découverte de la peinture hollandaise. C'est à cette période que Claudel effectue ses voyages en Hollande spécialement dans le but de découvrir la peinture hollandaise. Son intérêt pour cette dernière semble être provoqué par la lecture de Les Maîtres d’autrefois (1876) de Fromentin, un livre auquel il fait référence explicitement dans les premières pages de son essai.  
En effet, Claudel n’a visité la Hollande que deux fois. Ces deux voyages lui ont permis de visiter le Rijksmuseum d’Amsterdam, les Hals de Haarlem, le Mauritshuis de la Haye. Ces visites des musées hollandais marqueront profondément sa carrière de critique d’art. Cependant, l’enthousiasme de Claudel pour la peinture hollandaise ne se limite pas à cette période car il ne cesse de fréquenter les tableaux hollandais même à son retour à Paris. C’est ce qu’on remarque dans la correspondance de la princesse Bibesco, à propos de ses multiples fréquentations des salles du musée du Louvre qui sont consacrées sur les peintres hollandais, au moment de sa retraite : « Les jours de pluies nous allions voir les Maîtres hollandais au Louvre, dans les petites salles. Alors nous disions : « partons pour la Hollande » […]. La visite au Louvre avait pris pour moi le caractère d’une initiation […] revoir (avec lui) les trésors du Louvre, c’était soudain comme s’il m’en faisait cadeau […]. Celle que nous allions voir sans nous lasser d’elle, jamais, c’était cette dentellière qui était alors dans une petite salle dont les fenêtres s’ouvraient sur le jardin de l’Infante ».

## À propos deL’œil écoute
En 1946 est publié L’œil écoute, un ouvrage qui réunit l’ensemble de ses principaux textes sur l’art quelques années avant sa mort. Cette publication tardive de ses textes sur l'art le différencie de Diderot et de Baudelaire qui ont largement écrit des textes sur l’art en parallèle de leurs écritures philosophiques ou poétiques. Cet ouvrage contribua à sa reconnaissance en tant que véritable critique d’art. 
Dans cet ouvrage, Claudel se distingue de ses prédécesseurs, notamment Diderot, Baudelaire, Fromentin qui s’intéressent surtout aux peintres de leur époque ; quant à Claudel, la peinture moderne n’occupe pas une place centrale dans ses textes. Il s’intéresse beaucoup plus aux anciens peintres qu’aux peintres de son temps. Claudel n’est pas du tout passionné par l’art contemporain et n’hésite pas à le stigmatiser.  Selon lui, la mutation qui avait été opérée dans l'art a mis la peinture dans la « décadence ». Ce livre marquera aussi la position d’un Claudel chez qui on ne constate aucun mépris à l'égard d'un art à la différence de Baudelaire qui se montre virulent à l’égard de la photographie pour des raisons entre autres du manque de naturel. Dans ce livre, il est question des textes sur différents sujets : la peinture, l’architecture, la musique, les psaumes et la photographie, les ossements, les pierres précieuses, etc. 

## Un prologue problématique

### Le visuel et la contemplation
Si le genre permet à l’écrivain de donner une orientation à son texte, le prologue de cet essai pose un problème de genre au sens traditionnel. Toutefois, on y trouve un certain positionnement. Le texte commence par le rejet du visuel au profit de la contemplation. L’attention sur la technique, la composition, la couleur s’estompent au second plan. Claudel développe un système privilégiant la contemplation : « Si j’essaie de définir, de fixer par l’écriture l’impression qu’après de trop courts contacts me laisse ce pays, ce n’est pas à la mémoire visuelle que j’éprouve aussitôt le besoin de recourir. L’œil en Hollande ne trouve pas autour de lui un de ces cadres tout faits à l’intérieur de quoi chacun organise son souvenir ou sa rêverie […]. La pensée tout naturellement, libre d’un objet qui s’impose brutalement à son regard, s’élargit en contemplation » (p. 9-10). 
D’un autre côté, la démarche de Claudel consiste à parler en premier lieu du paysage hollandais pour ensuite interpréter la peinture. Ces deux choses paraissent comme absolument consubstantielles : « la nature ne lui a pas fourni un horizon précis », « la nature n’a pas pris soin de déclarer », « étendu de terre facile », etc. Cette manière d’aborder les compositions picturales sont révélatrices du travail stylistique de l’écrivain.

### Bourse et valeur
Une autre chose qui fait son apparition dans le prologue de l’Introduction est le glissement des mots « bourse » et « valeur ». Claudel les introduit effectivement pour établir sa réflexion sur la peinture hollandaise. Ces mots sont accompagnés par un discours métalinguistique qui joue le rôle de précision des fonctions de ces derniers. Par exemple, il utilise le mot « bourse » et indique qu'il l'emploie au sens sylleptique : « la Bourse est ouverte, je dis la bourse dans son double sens » (p. 172)
Sur le même procédé, la «valeur» aussi aura deux sens. Elle peut être utilisée au commerce comme en peinture : « Qu’il s’agisse du langage de la banque ou de la peinture, la valeur indique sous les accidents particuliers la qualité générale abstraite qui s’attache en telle ou telle proportion à tel ou tel objet déterminé. Sur les balances du commerce, il s’agit d’un poids en métal pur ; sur celles plus délicate de l’art, il s’agit des rapports infiniment tendres et gradués que l’ombre entretien avec la lumière » (p. 172).  
Dès lors, la «valeur» dans l’univers Claudélien serait un travail de subtilité qui permet de dissocier les compositions de l’artiste. Elle permet de distinguer la lumière de l’obscurité du tableau avec autant de qualité et de précision. En outre, l’insertion de ces vocabulaires de finance en peinture aura d’autres fonctions. Le mot de «valeur» par exemple lui servira de tremplin pour évoquer son admiration pour les anciens peintres. C’est en ces termes qu’il explique l’intérêt de ce mot qui s’infiltre dans son analyse : « Le mot de valeur qui s’est introduit comme de lui-même dans ma dissertation, me servira de pont ou de passerelle pour franchir la distance qui nous sépare de ce rendez-vous qu’au bord d’eaux solennelles et attentives l’assemblée des anciens peintres assigne au moderne touriste » (p. 172).  
Ce tissage de lien entre l’échange commercial et les valeurs picturales débouche sur une espèce de métaphore qui dit tout bas que ce qu’on trouve dans les tableaux hollandais (délicatesse), c’est une valeur en termes d’échange commercial. Du coup, la peinture hollandaise serait cette chose laquelle on doit prêter l’attention afin d’évaluer la valeur du « mystère » qu’elle masque (« tout ce qui existe vient se transformer en valeur, passer de sa qualité de matière à la dignité générale de signe ») (p. 172) ; d’où la remarque d’Emmanuel Levinas sur cette technique qui range le commerce au côté de la peinture en affirmant que Claudel « élève l’argent et le commerce au rang de catégories ontologiques ».  
Cet incipit de l’Introduction apparaît comme une sorte de ramification d’un certain nombre d’éléments qu’il faut envisager dans l’univers claudélien pour comprendre et décrire les compositions picturales hollandaises. Cette peinture ne doit en effet être dissociée du paysage et le mot «valeur» semble être incontournable pour sa description.

## L’Introduction à la peinture hollandaiseetLes Maîtres d’autrefoisd’Eugène Fromentin
L’Introduction n’existe pas tout seul ; il ne se suffit pas à lui-même. Claudel convoque d’autres textes de manière directe ou indirecte. Ce rapprochement avec d’autres textes a été rendu dans son essai souvent sous forme des réminiscences, d’une mémoire obsédée : « un vers lu je ne sais où hante ma mémoire… » (p. 190). Des références à d’autres textes ; qu’il soit en opposition ou sous la forme d’une source d’inspiration. On traite ici un texte qui a beaucoup inspiré Claudel mais faut-il signaler qu’on y trouve d’autres intertextes, notamment des traces de Rimbaud ; l’exemple de Fils du Soleil de La Ronde de nuit emprunté à un poème de Rimbaud intitulé Vagabonds, etc.
L’essai de Claudel semble être inabordable sans parler de ce texte de Fromentin. La référence à Fromentin est évidente de manière qu’on pourrait imaginer que Claudel ne l’écrirait pas si Les Maîtres d’autrefois (1876) n’existait pas. Claudel étale dans l’Introduction trois pages des Maîtres d’autrefois. Mais on peut se poser la question, à savoir dans quel intérêt il le cite explicitement ? Tout d’abord, Claudel se déclare fort conscient de sa vision polémique sur la peinture hollandaise par rapport aux commentateurs précédents (Fromentin en particulier), signale de passage cette opposition : « Je sais qu’en attribuant à la peinture hollandaise une espèce de vocation profonde et de pente secrète, je me mets en contradiction avec la plupart des commentateurs, spécialement avec le plus autorisé, je veux parler de ce subtil et savant critique, de ce délicieux écrivain qu’est Fromentin » (p. 175).
Il analyse la peinture hollandaise en trois tendances : des peintres, en l’occurrence Van der Neer et Hobbema nous conduisent « à l’intérieur de la nature » ; « d’autres vont nous installer à l’intérieur de la résidence humaine » ; et enfin, un autre qui est le maître et le plus grand de tous ces peintres (Rembrandt), nous conduit « à l’intérieur même de l’âme, où rayonne cette lumière qui illumine tout homme venant au monde… » (p. 16). Tout cela pour montrer que Rembrandt n’est pas la seule exception comme prétendait Fromentin.
En reproduisant ces quelques lignes des Maîtres d’autrefois, Claudel attaque Fromentin et éclaire comment les analyses de ce grand critique d’art sur la peinture hollandaise sont erronées, incorrectes et bourrées de contradictions. Pour Fromentin, la peinture hollandaise est une peinture d’imitation avec des sujets prosaïques (« C’est la peinture de la foule, du citoyen, de l’homme de travail… ») (p. 175), puis un peu plus loin cette même peinture sera commentée  comme un art « réputé si positif ». Pour ce faire, Claudel a tout ordonné afin de mettre en lumière que les commentaires de Fromentin ne s’accordent pas. Le premier extrait commence par (« Le moment est venu de penser moins, de viser moins haut, de regarder de plus près, d’observer mieux et de peindre aussi bien mais autrement. »), le second se terme par cette phrase inattendue parce que contradictoire par rapport au premier (« Par moments un grain de sensibilité plus chaleureuse fait d’eux des penseurs, même des poètes. » (p. 175).
Ensuite, Claudel glisse un troisième extrait afin de mettre en évidence ce qui a fait que Fromentin se trompe. C’est justement son inspiration à un art (« classique et baroque… un art sonore, généreux, éclatant, éloquent, grandiloquent et largement conventionnel. » ({{p.p. 176)
Il va également parler de ce qui fait la modernité de la peinture hollandaise. Il s’agit encore du « paysage » et de ce qu’il appelle « les laïcs » dont la présence n’est pas à interpréter comme une simple décoration ou d’ameublement du tableau, mais que (« eux-mêmes, tout seuls, sont devenus le tableau ») (p.|176}}).
Après avoir retourné l’opinion stipulée par Fromentin sur la peinture hollandaise, il passe à préciser le travail de l’artiste hollandais qui n’est pas dans l’imitation ni dans l’enregistrement des choses banales comme le croit Fromentin ; mais que l’artiste hollandais est ce poète qui (« vient tout simplement y choisir des thèmes et lui emprunter les éléments de sa composition. Il n’y prend que ce qui lui convient. ») (p. 177).
Cependant, si Claudel et Fromentin s’opposent sur plusieurs plans concernant l’interprétation de l’art hollandais, les deux critiques d’art ne s’excluent pas dans tous les cas. Il y a souvent une certaine convergence vers un même point de vue. On remarque des parallélismes (Emmanuelle Kaës : 1999), notamment d’une part sur les événements historiques. Fromentin comme Claudel évoquent les tumultes de l’histoire, les controverses et les batailles (« Tout cela, l’histoire le raconte ; le pays s’en souvient-il ? Où trouvez-vous les échos vivants de ces émotions extraordinaires  ?»), et la remarque de Claudel va justement dans la même logique : « Fromentin remarque justement que le Siècle d’Or, celui qui a vu florir tous les grands peintres est aussi la période la plus violente et la plus tumultueuse de l’histoire hollandaise, celles des émeutes populaires, des controverses religieuses, des batailles et des coups de main. Tout cela n’a pas enfiévré une minute le paisible pinceau des artistes » (p. 177).
D'autre part, les deux semblent être intéressés à la peinture hollandaise pour des mêmes raisons. Les commentaires respectifs des deux écrivains sont provoqués par l’unique et seul tableau qu’est La Ronde de nuit. Fromentin précise : « Je n’ai point à le cacher, cette œuvre, la plus fameuse qu’il y ait en Hollande, […] est le souci de mon voyage », il va de même pour Claudel qui, à son tour, dévoile les raisons pour lesquelles il a écrit son texte : (« Mon sujet, auquel tout ce qui précède sert d’introduction, est l’exégèse que je vais tenter tout à l’heure, après beaucoup d’autres investigateurs de La Ronde de nuit. ») (p. 192). Pourtant, aucun d’entre eux ne commence directement par l’interprétation de La Ronde de nuit. Tous les deux s’intéressent d’abord aux paysages hollandais puis ils viennent sur l’analyse des travaux de Franz Hals pour cibler Rembrandt en dernière position.

## L’écoute et la figure de l’hypotypose
En général, l’écoute des tableaux définit la position de Claudel dans sa critique de la peinture. Claudel nous invite à prêter notre attention à diverses choses que nous visualisons ; ces choses que nous regardons dans les tableaux peuvent être écoutées. Dans sa description des Officiers de Saint-Georges, il peut même entendre du rire venant du tableau « […] dont on entend le rire avant même que d’en avoir franchi le seuil, nous accueille avec tapage. » Cette esthétique de l’écoute part du principe que les tableaux ont une profondeur qui parle. Il déclare dans l’« Introduction » (« Il n’est aucune des compositions des anciens peintres qui à côté de ce qu’elle dit tout haut n’ait quelque chose qu’elle veuille dire tout bas. C’est à nous de l’écouter, de prêter l’oreille au sous-entendu. ») (p. 176). 
Regarder le tableau semble être insuffisant pour comprendre le tableau qui, en regardant nous parle tout bas. Toutefois, Claudel n’est pas le premier à proposer cette esthétique de l’écoute. L’esthétique de l’écoute amène aussi à penser aux artistes symbolistes. Les principes fondamentaux de ces artistes sont des allusions, des suggestions, des correspondances, etc. ; on pense en particulier à Odilon Redon qui, parlant de son travail pictural, déclare : « Mes dessins inspirent et ne se définissent pas. Ils nous placent ainsi que la musique dans le monde ambigu de l’indéterminé ». Aussi, faut-il préciser que l’esthétique de l’écoute apparaît non seulement dans la critique artistique de Claudel mais aussi dans ses productions poétiques et dramatiques.
Cette métaphore qui transplante le champ visuel dans le champ auditif relève de la figure de l’hypotypose qui va servir à Claudel  de poétiser le tableau. Son objectif c’est de chercher du son et de la voix qui murmure dans le silence pictural. Si « l’œil écoute », c’est aussi grâce à une description poétique intensément suggestive, évocatrice qui le rend possible. L’image picturale est rendue vivante et émouvante grâce à ce procédé. Poète qu’il est, Claudel préfère utiliser un certain nombre de procédés qui vont mettre en mouvement l’explication, c’est-à-dire mettre en mouvement la description pour obliger le lecteur à trouver le sens. Il ne donne pas le sens tout fait comme il a su bien indiquer dans le prologue qu’il va tenter de faire « l’exégèse ». 
C’est le lecteur finalement qui doit se débrouiller pour construire le sens qui est éparpillé sous le coup d’une description si forte. Il laisse un certain nombre d’énigmes textuels qui amènent le lecteur à se poser des questions, et du coup, à chercher l’explication. Il a utilisé aussi constamment du procédé de l’analogie et de la métaphore comme moyen de tisser des liens, produire des fonds entre les différentes réalités dont il parle : réalité du tableau, réalité du texte, et réalité de l’au-delà c’est-à-dire réalité métaphysique qu’est présente. 

## L’influence de la pensée religieuse
Le travail de Claudel sur la peinture hollandaise va être en permanence de montrer comment sous l’apparence prosaïque de cette peinture se cache constamment une pensée religieuse ; et donc, il y a de l’âme dans le tableau. Toutes les natures mortes hollandaises sont analysées comme étant des vanités c’est-à-dire qu’à l’intérieur de ces compositions pleines de feuilles, de fleurs, etc. se cache une réflexion morale, la nécessité de se repentir, etc. Le verre dans les natures mortes est perçu comme du « souffle solidifié ». La Ronde de nuit est décrite comme peinture religieuse, peinture à âme. 